# Карлот Перели
Карлот Перели (швед. Charlotte Perrelli, чита се и као Шарлот Перели, рођена као Карлот Нилсон, швед. Charlotte Nilsson; Ховманторп, 7. октобар 1974) је шведска певачица, активна од 1994. Два пута је победила на шведским изборима за Песму Евровизије (Мелодифестивален), 1999. и 2008. године. 1999. је с песмом Take me to your heaven победила на Песми Евровизије у Јерусалиму 1999.
Шведску је по други пут представљала на Песми Евровизије 2008. у Београду с песмом Hero. Песма је заузела 12. место у другом полуфиналу, али се ипак пласирала у финале као избор резервних жирија за десето (последње) место за пласман у финално вече. У финалу је Перели освојила 18. место. Карлот Перели је у Шведској издала пет студијска албума и десет синглова. Појављивала се и у неколико епизода шведских телевизијских серија као и мјузиклима. Удата је и има два сина, рођени 2004. и 2005.

## Дискографија
- 1999 - Charlotte
- 2001 - Miss Jealousy
- 2004 - Gone Too Long
- 2006 - I din röst
- 2008 - Hero
- 2008 - Rimfrostjul
- 2012 - The Girl